# Liban aux Jeux méditerranéens de 2018
Cet article contient des informations sur la participation et les résultats du Liban aux Jeux méditerranéens de 2018 à Tarragone en Espagne.

## Médailles

### Or
| Sport              | Discipline | Sportifs |
| Médailles d'or : 0 |            |          |

### Argent
| Sport                  | Discipline               | Sportifs              |
| Médailles d'argent : 1 |                          |                       |
| Haltérophilie          | 63 kg Épaulé-jeté femmes | Mahassen Hala Fattouh |

### Bronze
| Sport                   | Discipline | Sportifs |
| Médailles de bronze : 0 |            |          |